# Acolasis phasis
Coenipeta phasis là một loài bướm đêm trong họ Erebidae.